# Apartamento de invitados del Palacio de Estocolmo

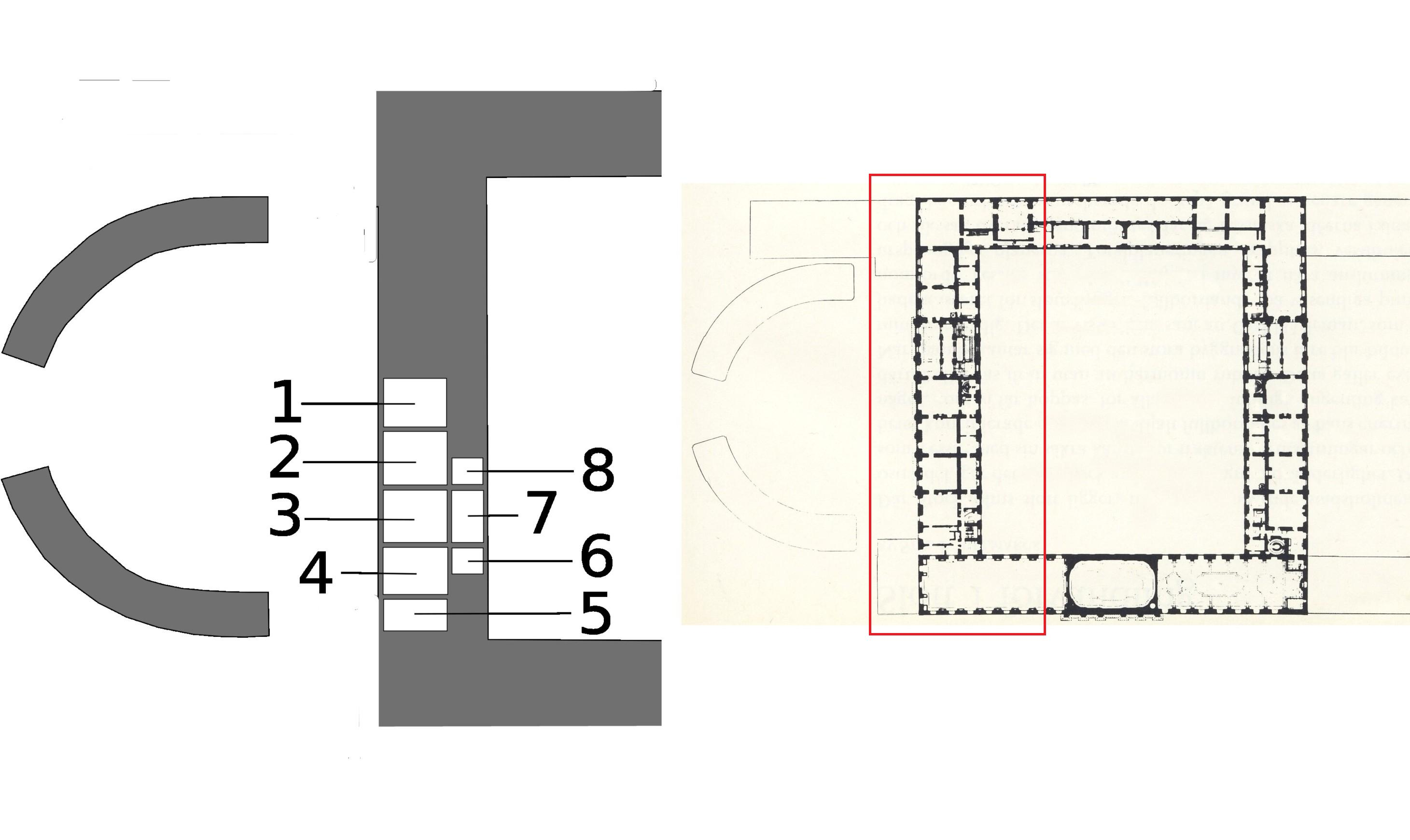
Plano de las habitaciones del apartamento de invitados. 1: El Drabantsalen 2: El Salón Imperio 3: El salón de Meleagro 4: El dormitorio grande 5: El dormitorio pequeño 6: Dormitorio interior 7: Salón interior 8: La habitación de Margaret

El Apartamento de Invitados (también conocido como el Gran Apartamento de Invitados) está ubicado dos tramos de escaleras arriba del ala oeste del Palacio Real de Estocolmo y se ha utilizado desde la década de 1870 como residencia de jefes de Estado visitantes durante las visitas de estado a Suecia. Las habitaciones recibieron su mobiliario original en la década de 1760 bajo la dirección de Jean Eric Rehn, cuando fueron amuebladas para el hermano de Gustavo III, Fredrik Adolf. La superficie bruta es de aproximadamente 510 m².
En el Apartamento de Invitados, algunas de las habitaciones que se muestran al público están situadas en la hilera de habitaciones del entrepiso, con ventanas que dan al patio interior.  Tres de las salas expuestas del piso están ubicadas en la fila de salas más pequeñas del entrepiso, con ventanas que dan al patio interior.

## La habitación en el piso

### El Drabantsalen
La Sala de Dragones era originalmente una sala de guardia, como lo atestiguan las decoraciones más austeras de los cascos en el techo. En la sala cuelgan los retratos de Carlos X Gustavo y Carlos XI, realizados por David Klöcker Ehrenstrahl, así como de Carlos XII, este último sin firmar. La sala también contiene retratos más pequeños de famosos caballeros suecos de los siglos XVI, XVII y [XVIII. La sala también contiene armarios barrocos, probablemente de origen holandés, y las llamadas sillas de corona, de tipo holandés- inglés. Una mesa con mosaicos fue un regalo del Papa Pío IX a la reina viuda Josefina en la década de 1870. Delante de las ventanas se encuentran los jarrones Imperio, realizados en malaquita, que fueron regalados por el Zar Nicolás I al rey Óscar I a mediados del siglo XIX.

### El salón del imperio

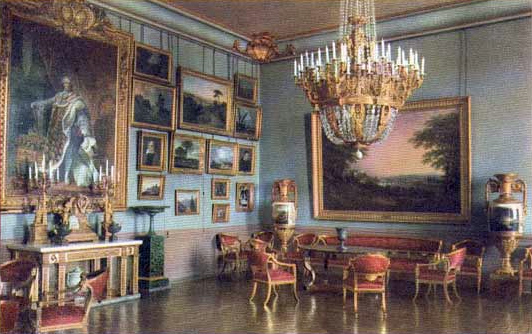
Salón Imperio, años 1940-1950.

l Salón Imperio fue originalmente la antesala o comedor de Federico Adolfo. El papel pintado de la habitación fue tejido en Bruselas alrededor de 1700. Forman parte de una serie de papeles pintados que pertenecieron a la reina Eduvigis Leonor y muestran motivos de antiguas leyendas divinas, tomados de Las metamorfosis de Ovidio. El cabecero de espejo fue diseñado por Jean Eric Rehn en 1770. El mobiliario de la habitación es de estilo Karl Johan (imperio) con detalles egipcios. Fueron interpretadas para la boda de Oscar (I) y Josefina en 1823. El secretario de estilo gustaviano tardío es la obra maestra de Carl Fredrik Ekström de 1797, cuando trabajó en el taller de Gottlieb Iwersson. Encima del escritorio hay un jarrón de pórfido de Älvdal. Las urnas de suelo se fabrican en la fábrica de porcelana de San Petersburgo. La lámpara de araña de la habitación fue fabricada en Estocolmo alrededor de 1830 por Reinhold Fredrik Lindroth. El Reloj de péndulo sobre la repisa de la chimenea está firmado por Claude Galle, alrededor de 1810.

### El salón de Meleagro

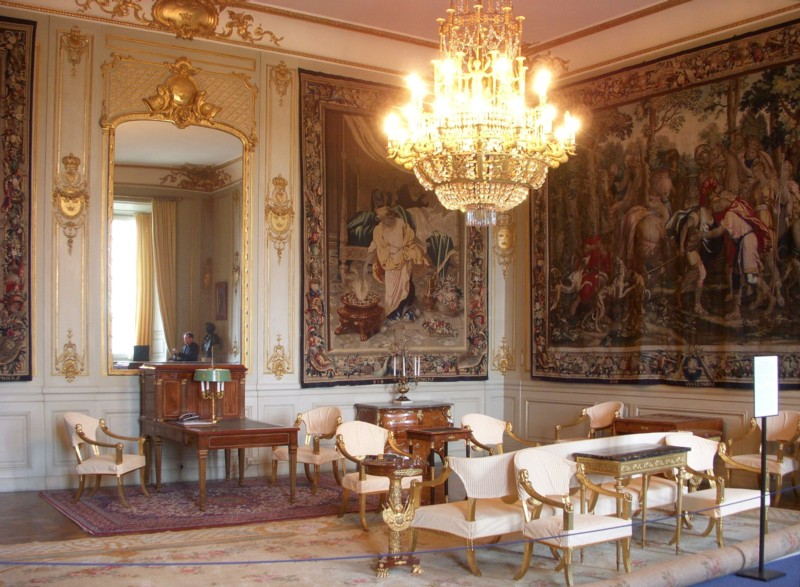
Salón Meleagro 2011.

EEl Salón Meleagro se utiliza durante las visitas de Estado, cuando en la sala se intercambian órdenes y otros regalos oficiales. El salón está decorado en un estilo mixto entre rococó y gustaviano. Las escenas de caza en los dinteles de la puerta están pintadas por Jean-Baptiste Oudry y fueron compradas para el castillo en la década de 1740. La habitación también cuenta con un piano con mueble de caoba y pilastras de mármol blanco. Fue fabricado en Estocolmo en 1818 por Johan Söderberg. Las dos cómodas rococó fueron realizadas para la boda del príncipe heredero Gustavo (III) y la princesa Sofía Magdalena en 1766. El escritorio que perteneció a Gustavo IV Adolfo es la obra maestra de Anders Sundström de 1794. La sala también contiene un busto de mármol de Karl XIV Johan, realizado por Johan Niclas Byström.
El nombre Meleager Salon proviene del papel pintado tejido en las paredes. Fueron fabricados en Bruselas y formaban parte de la dote de Ulrika Eleonora. Muestran motivos de la leyenda de Meleagros, también llamado Meleagro. 

### El dormitorio grande

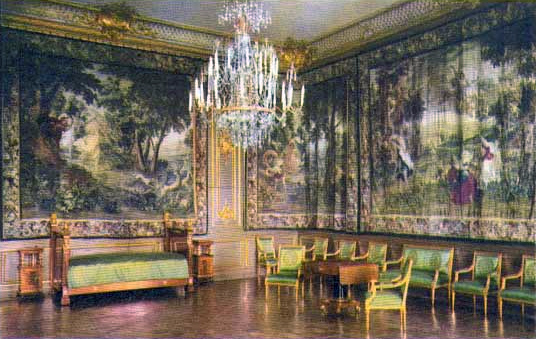
El dormitorio grande, años 1940-1950.

El dormitorio grande fue restaurado en la década de 1960 y los revestimientos de las paredes recuperaron su combinación de colores original. El damasco de seda roja de los paneles de la pared fue tejido según un patrón del siglo XVIII. Los dinteles de la puerta pintados son obra de François Boucher. En la habitación hay una lámpara de araña de la segunda mitad del siglo XVIII, probablemente procedente de Rusia. Una caja fuerte con forma de estufa de hierro fue fabricada por Johan Schmidt en Stralsund alrededor del año 1800. El dormitorio también alberga una cómoda fabricada por Lorentz Nordin en Estocolmo alrededor de 1755. El retrato ovalado del duque Federico Adolfo situado encima del escritorio fue pintado por Jonas Forsslund. Las dos cómodas bajo las ventanas también son de Nordin.

### El dormitorio pequeño
El dormitorio pequeño forma parte de la habitación que sirvió de estudio al duque en el siglo XVIII. La sala fue decorada en estilo gustaviano en la década de 1790, después de que el gabinete fuera dividido. En la sala hay una mesa decorada con cristales pintados a imitación de pórfido, probablemente realizada por Jean Baptiste Masreliez, así como una mesa bandeja que puede ser de Georg Haupt. 

### Dormitorio interior
El dormitorio interior estaba destinado originalmente al chambelán de Federico Adolfo. La sala contiene pinturas atribuidas a Frans Francken el Joven y Jan Brueghel el Joven, una cómoda rococó de Christian Linning y un tocador de estilo imperio de Johan Öman, así como sillas de Erik Öhrmark. Johan Öman (1789-1833) se convirtió en maestro artesano en 1815, trabajó en estilo Imperio y también fabricó muebles para Rosendal en Djurgården. Öman era un carpintero muy hábil y un buen diseñador. Es posible que la estufa de azulejos de la habitación se haya fabricado en Rörstrand.

### Salón interior
El salón interior recibió su diseño interior actual en 1794, en el llamado estilo pompeyano, inspirado en los hallazgos de las excavaciones arqueológicas en Pompeya durante el siglo XVIII. Las pinturas de género en la pared interior son de Pehr Hilleström, la pintura de dos niños en un paisaje de parque es de François Gérard. La sala también contiene dos estanterías gustavianas con puertas de celosía, realizadas por Georg Haupt, así como taburetes de Erik Öhrmark, fabricados en la década de 1790. La serigrafía en las paredes fue instalada en los años 60.
La sala también contiene un bordado que se dice fue realizado por la hermana de Gustavo III, Sofía Albertina. 

### La habitación de Margaret
La Sala Margarita lleva el nombre de la Princesa Heredera Margarita (1882-1920). La Princesa Heredera era un alma artística y se dedicó a la pintura al óleo y a la acuarela. Algunas de sus pinturas al óleo se exhiben en la Sala Margaret. La sala también contiene bustos que representan al rey Carlos XIII y a la reina Carlota, realizados por Johan Tobias Sergel. Delante de la ventana se encuentra un secretario de viaje realizado por Georg Haupt, probablemente encargado por el duque Federico Adolfo.